# Maryna Krawczuk-Rybak
Maryna Krawczuk-Rybak (ur. 3 stycznia 1952 w Białymstoku) – polska lekarka, specjalistka w zakresie pediatrii, onkologii i hematologii dziecięcej, profesor nauk medycznych.

## Droga naukowa i specjalizacja
Ukończyła I Liceum Ogólnokształcące w Białymstoku w 1969. W latach 1969–1975 studiowała na Wydziale Lekarskim Akademii Medycznej – AMB (obecnie: Uniwersytet Medyczny – UMB) w Białymstoku. Podczas studiów, od III roku uczestniczyła w pracach studenckiego koła naukowego przy Instytucie Położnictwa i Chorób Kobiecych AMB.
Stopień naukowy doktora nauk medycznych otrzymała w 1978 po obronie pracy Studium morfologiczno-kliniczne sznura pępowinowego w ciążach fizjologicznych. Pierwszy stopień specjalizacji z zakresu pediatrii uzyskała w 1979, w 1983 drugi, a w 2003 – z zakresu onkologii i hematologii dziecięcej.
W latach 1988–1989 przebywała na dziesięciomiesięcznym stypendium naukowym rządu francuskiego w Szpitalu Necker w Paryżu, pracując w zespole diabetologicznym i w laboratorium klinicznym, gdzie dokonała oceny procesów oksydo-redukcyjnych u dzieci z cukrzycą insulinozależną.
W 1995 na podstawie dysertacji Rozwój angiopatii cukrzycowej u dzieci i młodzieży w świetle zaburzeń gospodarki lipidowej uzyskała stopień naukowy doktora habilitowanego nauk medycznych w zakresie medycyny.
Ukończyła szkolenia specjalistyczne, m.in. w zakresie endokrynologii dziecięcej, diabetologii, hematologii i onkologii dziecięcej. Odbyła indywidualne szkolenia w klinikach onkologii i hematologii dziecięcej w Polsce (Centrum Zdrowia Dziecka w Warszawie, w Lublinie i we Wrocławiu).
Tytuł naukowy profesora nauk medycznych otrzymała w 2004, a w 2009 – tytuł profesora zwyczajnego.
W ramach współpracy międzynarodowej, w 2014 odbyła dwutygodniową wizytę studyjną w Instytucie Gustave Roussy w Villejuif pod Paryżem.

## Zatrudnienie
W latach 1976–1998 pracowała w II Klinice Chorób Dzieci AMB, a od 1998 do 2024 w Klinice Pediatrii, Onkologii i Hematologii AMB/UMB Dziecięcego Szpitala Klinicznego – DSK (obecnie: Uniwersytecki Dziecięcy Szpital Kliniczny – UDSK) w Białymstoku na stanowisku kierownika Kliniki.
Od 2005 piastuje stanowisko konsultanta wojewódzkiego w dziedzinie onkologii i hematologii dziecięcej.

## Praca naukowa, dydaktyczna, publikacje
W pierwszym etapie pracy działalność naukową skupiła na problemach powikłań naczyniowych w cukrzycy typu 1 u dzieci, a po zatrudnieniu w Klinice Pediatrii, Onkologii i Hematologii zajęła się analizą następstw leczenia i oceną stanu zdrowia dzieci po zakończonym leczeniu przeciwnowotworowym w dzieciństwie.
Maryna Krawczuk-Rybak została przewodniczącą powołanej z inicjatywy Polskiej Pediatrycznej Grupy ds. Leczenia Białaczek i Chłoniaków grupy ds. odległych następstw leczenia przeciwnowotworowego.
W ramach Narodowego Programu Zwalczania Chorób Nowotworowych w 2008 wraz z zespołem Kliniki przygotowała ogólnopolski program Ocena jakości życia i stanu zdrowia dzieci i młodzieży po leczeniu przeciwnowotworowym w dzieciństwie, który dał możliwość prowadzenia pełnoprofilowego monitorowania stanu zdrowia ww. grupy pacjentów w całej Polsce. Rozwijając program, prowadziła szkolenia lekarzy oraz edukację pacjentów i ich rodzin. Zebrany materiał, stanowiący podstawę licznych opracowań naukowych prowadzonych w Klinice, dał możliwość współpracy krajowej oraz międzynarodowej w ramach PanCare (Pan-European Network for Care of Survivors after Childhood and Adolescent Cancer).
Uczestniczyła w wielu projektach Ministerstwa Nauki i Szkolnictwa Wyższego, w tym w dwóch była kierownikiem:
1. Aktywacja komórek jednojądrzastych i produkcja wybranych cytokin w czasie indukcji remisji ostrej białaczki limfoblastycznej z uwzględnieniem towarzyszących infekcji” (Nr 3 PO5E 080 25);
2. Ocena funkcji gonady męskiej po prowadzonym w dzieciństwie leczeniu przeciwnowotworowym, ze szczególnym uwzględnieniem inhibiny B jako nowego markera spermatogenezy (Nr 2 PO5E 102 26)[2].

Była kierownikiem specjalizacji w zakresie pediatrii. Promotorka 8 przewodów doktorskich, opiekun 3 przewodów habilitacyjnych. Recenzentka licznych przewodów prac habilitacyjnych i doktorskich.
Autorka 715 publikacji, w tym 101 ze współczynnikiem wpływu IF, 262 – z punktacją MNiSW. IF = 316,548; MNiSW=7337,500 (maj 2024).

## Członkostwo w organizacjach, najważniejsze funkcje
Jest członkiem zarządu zespołu ekspertów Sekcji Płodności w Chorobie Nowotworowej (Oncofertility) przy Polskim Towarzystwie Onkologicznym; członkiem Komisji Bioetycznej UMB; oraz wiceprzewodniczącą Rady Społecznej w Białostockim Centrum Onkologii.
- Była koordynatorem nauczania pediatrii, opiekunem roku VI Wydziału Lekarskiego z Oddziałem Stomatologii AMB (obecnie: Wydział Lekarski z Oddziałem Stomatologii i Oddziałem Nauczania w Języku Angielskim UMB)[10]. Ponadto była członkiem:
- Komisji ds. Nagród Odznaczeń i Wyróżnień UMB;
- Komisji Dyscyplinarnej ds. nauczycieli akademickich UMB;
- Komitetu Redakcyjnego Onkologii Polskiej;
- Komisji medycyny wieku rozwojowego PAN;
- Międzynarodowego Towarzystwa Onkologii Dziecięcej (SIOP);
- Zarządu Polskiego Towarzystwa Onkologów i Hematologów Dziecięcych;
- Zarządu Oddziału Białostockiego Polskiego Towarzystwa Pediatrycznego.

## Działalność społeczna
- Organizator IV Zjazdu Polskiego Towarzystwa Onkologów i Hematologów Dziecięcych (2008);
- Współorganizator spotkania PanCare (Pan-European Network for Care of Survivors after Childhood and Adolescent Cancer) we Wrocławiu (2014)[11];
- Edukacja rodziców dzieci z chorobą nowotworową na spotkaniach ozdrowieńców (Onkoludki) oraz fundacji Iskierka (Zabrze) oraz na spotkaniach na portalu edukacyjnym Onkorodzice.pl[12].

## Odznaczenia i nagrody
- Nagroda Zespołowa IIIo Ministra Zdrowia i Opieki Społecznej za przeprowadzony cykl badań nad występowaniem czynników ryzyka miażdżycy (1985);
- Złoty Krzyż Zasługi (2001)[13];
- Tytuł „Wzorowej Placówki Służby Zdrowia” – Skrzydła Chwały w konkursie im. Prof. Zbigniewa Religi dla prowadzonej przez nią Kliniki (2014)[14];
- Coroczne wyróżnienia Nagrodą Naukową (Io, IIo, IIIo) Rektora Uniwersytetu Medycznego w Białymstoku[15];
- Nagroda Rektora UMB I Stopnia za Całokształt Dorobku (2023)[16].

## Życie prywatne
Córka prof. Aleksandra Krawczuka, ginekologa i położnika. Zamężna (mąż - lekarz), matka dwójki dzieci, babcia sześciorga wnuków. Zamiłowania: podróże, kontakt z przyrodą.